# Pobereżany
Pobereżany – część miasta Hrubieszowa w Polsce położona w województwie lubelskim, w powiecie hrubieszowskim. Leży w południowej części miasta, w okolicy ulicy Pobereżańskiej.
16 lipca 1930 wieś Pobereżany wraz z kolonią Pobereżany Prywatne wyłączono z gminy Dziekanów i włączono do Hrubieszowa.